# Użytek ekologiczny „Różany Młyn”
Różany Młyn – nieistniejący już użytek ekologiczny położony w północno-wschodniej części Poznania. 

## Charakter
Zajmował powierzchnię 14 hektarów i wchodził w skład Zespołu Przyrodniczo-Krajobrazowego „Morasko”. Ustanowiony z myślą o ochronie siedliska bobra europejskiego oraz wielu rzadkich gatunków roślinności łęgowej i łąkowej. 

## Likwidacja
Na początku 2008 roku wykreślono z listy terenów cennych przyrodniczo aż 22 z 26 poznańskich użytków ekologicznych, w tym „Różany Młyn”, gdyż nie spełniały kryteriów określonych przez nowelizację „Ustawy z dnia 16 października 1991 r. o ochronie przyrody” („Ustawa z dnia 7 grudnia 2000 r. o zmianie ustawy o ochronie przyrody” – Dz.U. z 2001 r. nr 3, poz. 21), w której przepisach przejściowych brakowało zapisu utrzymującego w mocy akty prawne powołujące takie formy ochrony przyrody jak m.in. użytki ekologiczne.